# Sinești (Vâlcea)
Pour les articles homonymes, voir Sinești.
Sinești est une commune du județ de Vâlcea en Roumanie.